# Geldanamicina

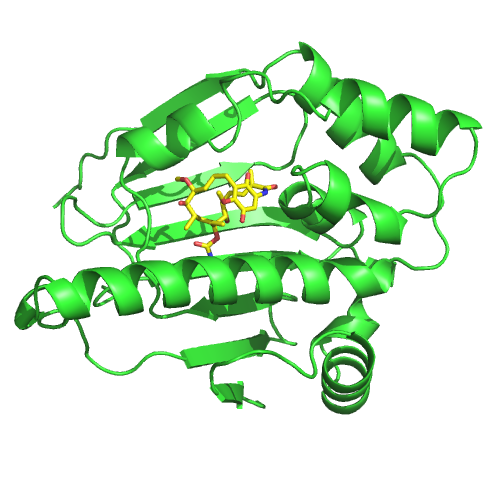
Rappresentazione del complesso Hsp90-geldanamicina.

La geldanamicina è un antibiotico benzochinonico in grado di interagire con la proteina chaperon Hsp90 (Heat Shock Protein 90) inibendone la sua funzione.

## Meccanismo di azione
Le proteine clienti di HSP90 svolgono un ruolo importante nella crescita, sopravvivenza e ciclo cellulare, oltre che in processi come apoptosi, angiogenesi e oncogenesi. Il dominio N-terminale di HSP90 contiene il sito di legame per l'ATP, ed è in questa regione che avviene l'interazione tra l'enzima e l'inibitore, che compete con l'ATP per il sito attivo.
La geldanamicina induce la degradazione di proteine mutate o overespresse in tumori come v-Src, Bcr-Abl e p53 e ERBB2  in misura preferenziale rispetto alle loro controparti cellulari normali. Questo effetto è il risultato dell'inibizione di HSP90, che normalmente interviene per mantenere il corretto ripiegamento di proteine mutate 
. Nonostante il suo potente potenziale antitumorale questo composto presenta una discreta epatotossicità, che ha portato allo sviluppo di composti analoghi.

## Biosintesi
La geldanamicina è stata originariamente scoperta in Streptomyces hygroscopicus È un polichetide macrociclico sintetizzato da una polichetide sintasi (PKS) di tipo I codificata dai geni gela, gelb e gelC. La PKS viene caricata con acido 3-ammino-5-idrossibenzoico (AHBA) che viene processato attraverso cicli di estensione della catena tramite l'addizione di malonil-CoA, metilmalonil-CoA, e metossimalonil-CoA per sintetizzare la molecola precursore progeldanamicina. Il precursore è sottoposto a diversi passaggi di clivaggio enzimatico e non-enzimatico per produrre la geldanamicina attiva, che comprendono idrossilazione, O-metilazione, carbamoilazione, e l'ossidazione.